# Burgbernheim
Burgbernheim település Németországban, azon belül Bajorországban. Lakosainak száma 3464 fő (2023. december 31.). Burgbernheim Bad Windsheim és Illesheim községekkel határos.

## Népesség
A település népessége az elmúlt években az alábbi módon változott:
| Lakosok száma | 1770 | 2768 | 2353 | 2643 | 2966 | 3044 | 3198 | 3244 | 3474 | 3464 |
|               | 1875 | 1950 | 1975 | 1987 | 2012 | 2014 | 2016 | 2017 | 2021 | 2023 |